# Krężoły (gromada)
Krężoły – dawna gromada, czyli najmniejsza jednostka podziału terytorialnego Polskiej Rzeczypospolitej Ludowej w latach 1954–1972.
Gromady, z gromadzkimi radami narodowymi (GRN) jako organami władzy najniższego stopnia na wsi, funkcjonowały od reformy reorganizującej administrację wiejską przeprowadzonej jesienią 1954 r. do momentu ich zniesienia z dniem 1 stycznia 1973, tym samym wypierając organizację gminną w latach 1954–1972.
Gromadę Krężoły z siedzibą GRN w Krężołach utworzono – jako jedną z 8759 gromad na obszarze Polski – w powiecie sulechowskim w woj. zielonogórskim na mocy uchwały nr V/23/54 WRN w Zielonej Górze z dnia 5 października 1954. W skład jednostki weszły obszary dotychczasowych gromad Krężoły, Obłotne, Kruszyna i Brzeziny ze zniesionej gminy Krężoły w tymże powiecie. Dla gromady ustalono 11 członków gromadzkiej rady narodowej.
1 stycznia 1958 do gromady Krężoły włączono obszary zniesionych gromad Kalsk i Klemsko w tymże powiecie.
1 stycznia 1959 do gromady Krężoły włączono wieś Karczyn z gromady Smardzewo w powiecie świebodzińskim w tymże województwie.
1 stycznia 1972 do gromady Krężoły włączono tereny o powierzchni 148 ha z miasta Sulechów w tymże powiecie.
Gromada przetrwała do 31 grudnia 1972, czyli do kolejnej reformy gminnej.